# Klopfcode
| Tapcode für das römische Alphabet |   |   |     |   |   |
|                                   | 1 | 2 | 3   | 4 | 5 |
| 1                                 | A | B | C/K | D | E |
| 2                                 | F | G | H   | I | J |
| 3                                 | L | M | N   | O | P |
| 4                                 | Q | R | S   | T | U |
| 5                                 | V | W | X   | Y | Z |
| Klopfcode-Tabelle                 |   |   |     |   |   |

Der Klopfcode (englisch Tap code) ist eine simple Möglichkeit, eine Textnachricht Buchstabe für Buchstabe zu kodieren. Die Nachricht wird durch eine Serie an Klopfern (englisch to tap) übertragen. Häufig wurde er von Gefängnisinsassen benutzt, um über verschlossene Zellen hinweg zu kommunizieren; sie schlugen dabei auf die Metallstreben der Gefängnistüren, die Wasserleitungen oder die Wände zwischen den Zellen.

## Design
Der Klopfcode basiert auf einem Polybios-Quadrat und nutzt ein 5×5-Gitter an Buchstaben, bei dem alle Buchstaben des Lateinischen Alphabets vorkommen, außer dem K, welches durch ein C dargestellt wird.
Der Empfänger muss lediglich den Zeitabstand der einzelnen Klopfer erkennen, um einzelne Buchstaben zu identifizieren.
Jeder Buchstabe wird durch das Klopfen zweier Zahlen übertragen:
- die erste Zahl bestimmt die Zeile (von oben nach unten)
- die zweite Zahl bestimmt die Spalte (von links nach rechts)

Die Pause zwischen diesen beiden Zahlen ist kürzer als die Pause zwischen zwei aufeinanderfolgenden Buchstaben.
Um beispielsweise den Buchstaben „B“ zu kodieren, tippt man einmal, pausiert und tippt dann zweimal. Für das Wort „Wasser“ sieht die Kodierung wie folgt aus:
| W        | A    | S        | S        | E       | R       |
| -------- | ---- | -------- | -------- | ------- | ------- |
| 5, 2     | 1, 1 | 4, 3     | 4, 3     | 1, 5    | 4, 2    |
| ····· ·· | · ·  | ···· ··· | ···· ··· | · ····· | ···· ·· |

Der Buchstabe „X“ wird verwendet, um Sätze zu trennen, und „K“ steht für Bestätigungen.
Wegen der Schwierigkeit und Dauer der Angabe eines einzelnen Buchstabens entwickeln Häftlinge oft Abkürzungen und Akronyme für gängige Begriffe oder Phrasen, wie „GN“ für Good night (Gute Nacht) oder „GBU“ für God bless you (Gott segne dich).
Im Vergleich dazu ist das Morsealphabet schwieriger durch Klopfen oder Schlagen zu senden, da ein einzelnes Klopfen ausklingt und somit keine erkennbare Länge hat, zum Morsen jedoch zwei unterschiedlich lange oder anderweitig unterscheidbare Einzelzeichen erforderlich sind. Um Morsecode durch reines Klopfen zu simulieren, müssen die Klopfzeichen somit entweder durch Verwendung zweier unterschiedlich klingender Geräusche übertragen werden (z. B. unterschiedliche Tonhöhe oder Lautstärke), oder durch sehr präzises Timing, damit ein Strich innerhalb eines Zeichens (z. B. beim Zeichen N, ▄▄▄ ▄ ) von einem Punkt am Ende eines Zeichens (z. B. E-E, ▄   ▄ ) unterscheidbar bleibt. Außerdem ist es schwieriger zu lernen. Um den Klopfcode verstehen zu können, muss man sich lediglich das Polybius-Quadrat merken, oder das Alphabet beherrschen und sich daraus das Quadrat z. B. unter Zuhilfenahme der ersten Spalte („AFLQV“) herleiten.

## Geschichte
Der Ursprung dieser Kodierung geht auf das Polybios-Quadrat des antiken Griechenland zurück.
Der Klopfcode mit kyrillischem Alphabet soll von Gefangenen der russischen Zaren und später in der Sowjetunion von Lagerinsassen in Sibirien verwendet worden sein. Der Revolutionär und Memoirist unter den Dekabristen Michail A. Bestuschew (1801–1871) gilt als der Entwickler des Alphabets aus Klopfzeichen, mit Hilfe dessen er in der Peters-und-Pauls-Festung Botschaften ausgetauscht haben soll.
Der knock code spielt unter anderem in Arthur Koestlers Roman Sonnenfinsternis (engl. Darkness at Noon, 1941) eine Rolle. In der 1952 erschienenen Novelle Player Piano von Kurt Vonnegut wird ebenfalls eine Szene beschrieben, in der Gefangene auf diese Weise kommunizieren. Der in der Novelle verwendete Code ist primitiver, da er nicht das Polybios-Quadrat nutzt, sondern jeden Buchstaben einfach durch die Nummer seiner Position im Alphabet darstellt (zum Beispiel wird „P“ durch 16 aufeinander folgende Klopfer repräsentiert).
Der Code wurde auch während des Vietnamkriegs verwendet. 1965 führten ihn vier im Hỏa-Lò-Gefängnis „Hanoi Hilton“ festgehaltene Kriegsgefangene ein; einer von ihnen hatte noch aus dem Zweiten Weltkrieg Kenntnis davon. Der Code war einfach zu erlernen, und neu angekommene Gefangene konnten ihn innerhalb weniger Tage fließend anwenden. Er wurde sogar verwendet, wenn die Gefangenen nebeneinander saßen, aber nicht reden durften, indem man auf den Oberschenkel des anderen klopfte. Durch die Überwindung der Isolation mit dem Klopfcode konnten die Gefangenen angeblich eine Befehlskette und die Moral aufrechterhalten.